# Incilius coniferus
Incilius coniferus е вид земноводно от семейство Крастави жаби (Bufonidae).

## Разпространение
Видът е разпространен в Еквадор, Колумбия, Коста Рика, Никарагуа и Панама.